# Curruhuinca
Curruhuinca es un apellido de pequeños caciques de la región del Neuquén y del Nahuel Huapi, que gobernaban pequeñas partidas en la época de la Conquista del Desierto (1878-1885) y que siguen existiendo en las zonas de San Martín de los Andes y Villa la Angostura hasta la actualidad.

## El primer Curruhuinca
Hacia el año 1819 fue un cacique de la región de Boroa (Chile), que participó en la Guerra a Muerte en el bando realista. Su pequeño ejército tenía armas de fuego, y pudo haber logrado mucho mejor resultado si los hermanos Pincheira no hubiesen huido hacia la Argentina.
Participó de algunos parlamentos como amigo del cacique general Calfucurá, pero en determinado momento lo atacó. En 1846 pasó al Neuquén, instalándose junto a la sierra de Auca Mahuida para reunir vacas que cruzar a Chile. Desde entonces residió en el Neuquén.

## Rendición de Curruhuinca
Los indígenas de Curruhuinca se mostraron rebeldes al avance de la división Villegas, pero fue rápidamente vencido y juzgó que no valía la pena hacerse matar con toda su familia. De modo que se presentó al general y se unió a la campaña hacia el lago Lácar, donde convenció al cacique local, Ñancucheo, de entregarse también. Participó en la fundación de San Martín de los Andes, localidad en la que se instaló con una casa de madera. En 1900, los salesianos -iniciaron su misión en la zona, y bautizaron al cacique como Bartolomé Curruhuinca, y a su hijo Abel.
Recibió en la zona del Lácar la misión científica del Museo de La Plata, dirigida por el perito Moreno, que hizo anotaciones acerca de una sublevación de Curruhuinca en 1898. Bartolomé Curruhuinca todavía vivía en 1817 en la zona de Chapelco.

## Abel Curruhuinca
Abel Curruhuinca fue un «indio amigo» del Ejército Argentino, que participó en la fundación de San Martín de los Andes. Se instaló en Quila Quina, un pueblo sobre el lago Lácar, y en las cuestas de Pil Pil, en el primer tramo de la ruta de los Siete Lagos. Esas dos comunidades aún existen, están formadas por mapuches, pero no han sido oficialmente reconocidas por el gobierno neuquino.